# Grotta del Fico
Grotta del Fico är en grotta längs östkusten på Sardinien i Italien. Grottan är öppen för besök av allmänheten. Grottan utforskades första gången 1957. I grottan finns en vattenreservoar som är förbunden med havet. Här studerades munksäl för första gången; munksälen befaras ha försvunnit från Sardiniens östkust.